# Alexandra Simons-de Ridder
Alexandra Simons-de Ridder (* 29. Oktober 1963 in Köln) ist eine deutsche Dressurreiterin und Mannschaftsolympiasiegerin.

## Privates
Simons-de Ridder ist mit dem Dressurausbilder Antonie, genannt „Ton“ de Ridder verheiratet, mit dem sie zwei Töchter hat. Sowohl Jill de Ridder (* 1992) als auch Julia de Ridder (* 1996) nahmen als Dressurreiterinnen an den Europameisterschaften der Junioren bzw. Jungen Reiter teil: Jill de Ridder gewann bei den Junioren-Europameisterschaften 2007 eine Einzelgoldmedaille, ihre Schwester Julia errang 2014 Mannschaftsgold bei den Europameisterschaften. Die Familie lebt bei Aachen.

## Werdegang
Alexandra Simons-de Ridder feierte ihre Größten sportlichen Erfolge um das Jahr 2000 herum. In dieser Zeit gewann sie mit Chacomo diverse Prüfungen auf Grand Prix-Niveau. Im Jahr 1999 wurde Simons-de Ridder mit Chacomo Dritte beim Weltcupfinale der Dressurreiter und gewann den Großen Dressurpreis von Aachen. In Folge bekam sie die Möglichkeit, bei den Europameisterschaften des Jahres 1999 in Arnheim zu starten. Hier gewann sie mit Chacomo die Mannschaftsgoldmedaille. Ein Jahr später war sie Teil der Dressur-Nationenpreismannschaft beim CHIO Aachen und wurde nachfolgend auch für die deutsche Olympiamannschaft nominiert. Hier gewann sie in der deutschen Mannschaft mit Chacomo die Mannschaftsgoldmedaille, wofür sie mit der deutschen Equipe mit dem Silbernen Lorbeerblatt ausgezeichnet wurde, und erreichte in der Einzelwertung den 16. Rang.
Ihr Erfolgspferd Chacomo, ein brauner Holsteiner Wallach (* 1989, † 2001, Vater: Calypso I, Muttervater: Marmor) wurde im Jahr 2001 aufgrund eines inoperablen Lungentumors aus dem Sport genommen, wenige Tage danach musste er eingeschläfert werden.
Ab 2004 war Wellington, ein brauner Hannoveraner Wallach (* 1995, Vater: Wanderer, Muttervater: Garibaldi II), das erfolgreichste Pferd von Alexandra Simons-de Ridder. Mit diesem startete sie überwiegend bei nationalen, zum Teil aber auch auf internationalen Dressurturnieren auf Grand Prix-Niveau. Ab 2011 übernahm Tochter Jill Wellington, der dieser den Übergang auf das Grand Prix-Niveau ermöglichen soll.

## Beste internationale Ergebnisse (seit 2007)
- Grand Prix de Dressage:
  - 2007: 70.626 % (2. Platz beim CDI 3* La Mandria mit Wellington)
  - 2008: 69.042 % (3. Platz beim CDIO 2* Saumur mit Wellington)
  - 2009: 68.430 % (1. Platz beim CDI 3* Máriakálnok mit Wellington)
- Grand Prix Spécial:
  - 2007: 71.520 % (3. Platz beim CDI 3* Hagen mit Wellington)
  - 2008: 69.240 % (4. Platz beim CDIO 2* Saumur mit Wellington)
  - 2009: 71.880 % (1. Platz beim CDI 3* Máriakálnok mit Wellington)[9]